# Mindre båtstjärt
Mindre båtstjärt (Quiscalus quiscula) är en vanlig och välkänd nordamerikansk fågel i familjen trupialer inom ordningen tättingar.

## Utseende och läte
Mindre båtstjärt är en relativt stor (28-34 cm) trupial med långa ben och lång stjärt, med relativt lång och något nedåtböjd näbb. I den raka  flykten med stela vingslag verkar vingarna korta i förhållande till stjärten. Från håll verkar de svarta, men på nära håll syns purpurglans på huvudet som kontrasterar med bronsglans på kroppen och att ögat är lysande gult. Honan är lite mindre glansig än hanen och ungfåglarna är mörkbruna med mörka ögon. Sången är en mycket kort och stigande gnissling som liknats vid en rostig grind.

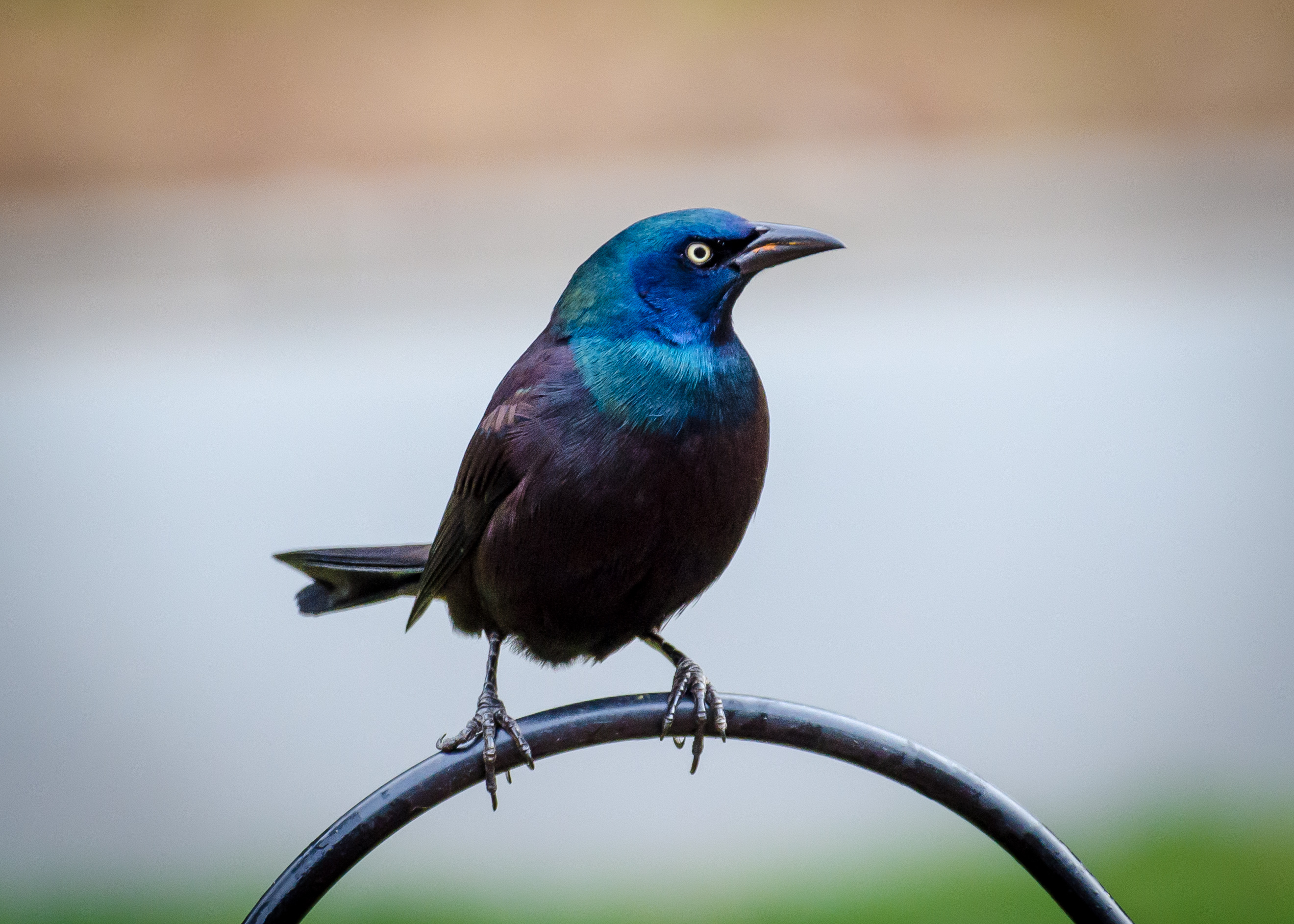
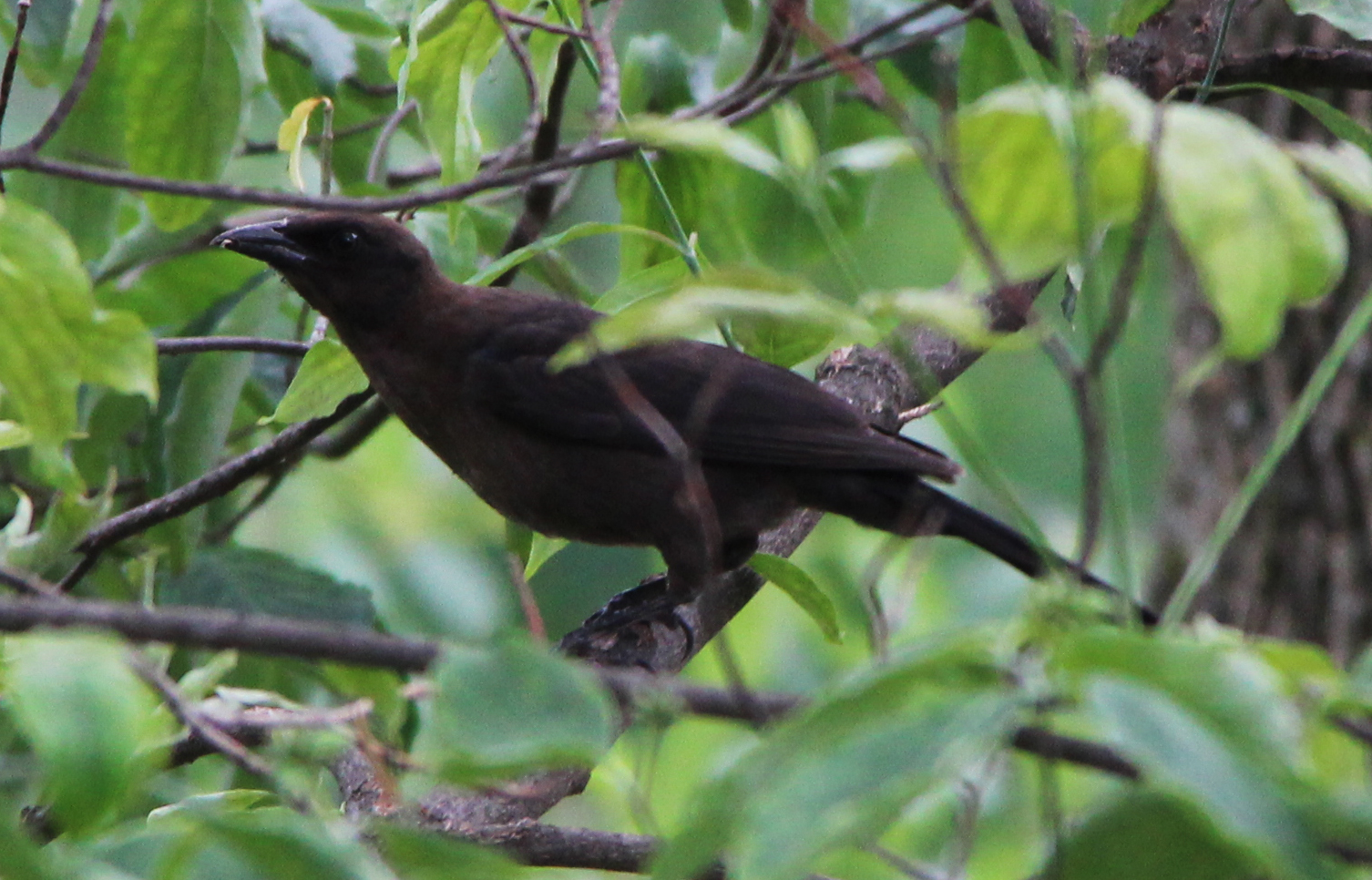
Ungfågel
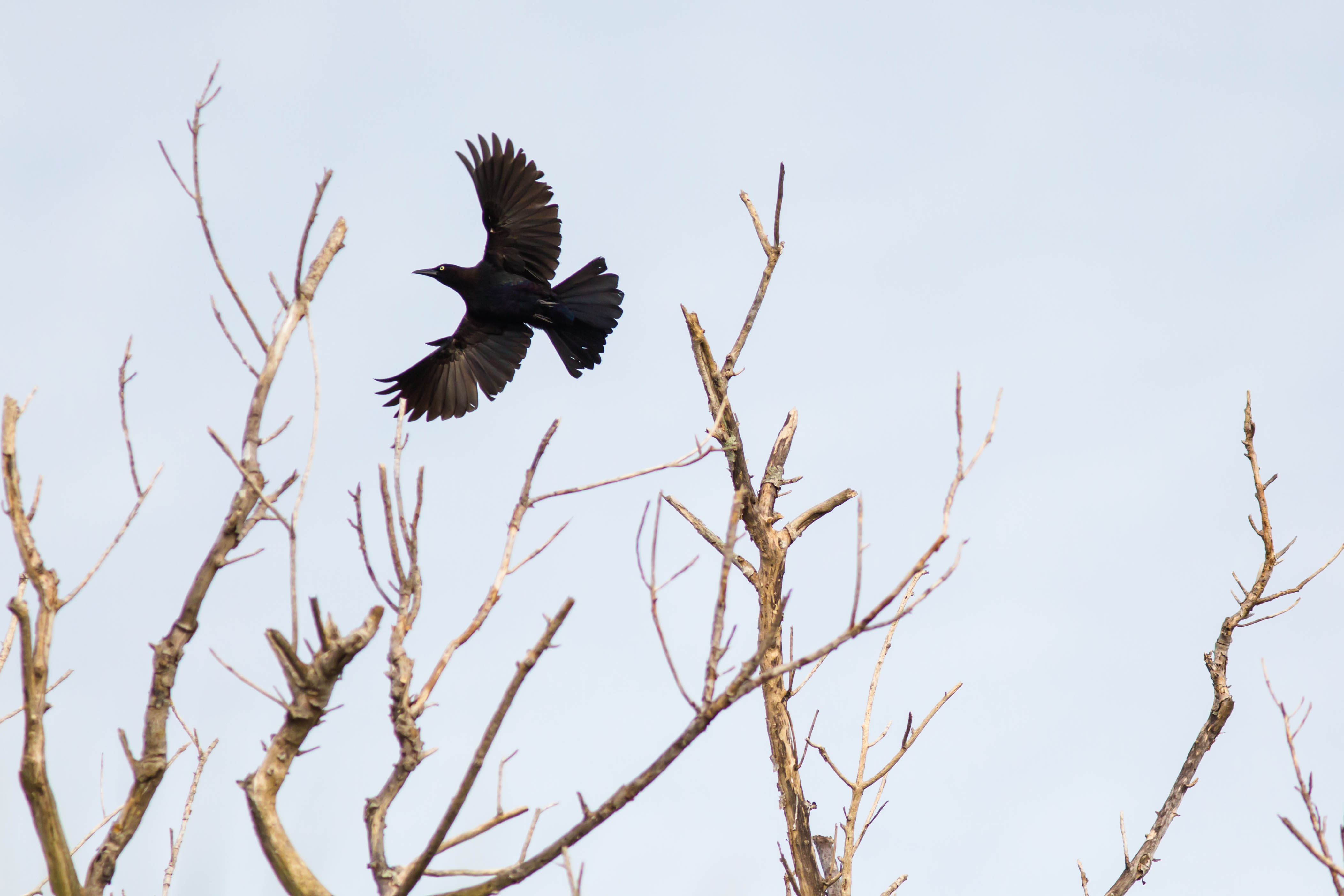

## Utbredning och systematik
Mindre båtstjärt delas in i tre underarter med följande utbredning:
- Quiscalus quiscula stonei – förekommer i östra USA (sydvästra delen av Alabama och norra Georgia), flyttar till Florida
- Quiscalus quiscula quiscula – förekommer i sydöstra USA (södra Louisiana till östra South Carolina och Florida Keys)
- Quiscalus quiscula versicolor – förekommer i södra och sydöstra Kanada, öster om Klippiga bergen till centrala och nordöstra USA, flyttar till södra USA

Fågeln är en mycket sällsynt gäst i Europa med endast ett fynd av en individ som tros ha tagit sig över Atlanten på naturlig väg: nederländska Flevoland 8 april 2013.

## Levnadssätt
Mindre båtstjärt hittas kring jordbruksmarker, i parker och på gräsmattor. Den är också vanlig i öppna miljöer som skogsbryn, ängar och våtmarker. De enda ställen de inte hittas är i sluten skog. Fåglarna ses ofta i stora flockar på jakt efter föda som den plockar från marken eller sittande på telefonledningar och trädtoppar.

### Föda
Mindre båtstjärt intar mest frön, framför allt säd som majs och ris, men även solrosor, ekollon, både vild och odlad frukt samt matrester. Under sommaren är en fjärdedel av födan eller mer av födan animalisk, då bland annat skalbaggar, gräshoppor, fjärilslarver, spindlar, fisk, grodor, salamandrar, möss, mollusker och småfåglar står på menyn. Den är opportunistisk i sitt födosökande och har setts följa plogar, vada ner i vatten, plocka iglar från sköldpaddors ben, stjäla mask från vandringstrast, plundra fågelbon och döda till och med vuxna fåglar.

### Häckning
Honan väljer boplats, ofta högt upp i ett barrträd och nära vatten, och sköter bobygget mestadels på egen hand. Ibland kan hon välja mer udda ställen som fågelholkar, gamla hackspettshål och till och med använda fiskgjusebon och bon av amerikansk gråhäger. Ofta kan hon börja bygga boet, men ångra sig och välja ett annat ställe. Honan lägger en till två kullar med ett till sju ägg som ruvas i elva till 15 dagar. Tio till 17 dagar efter kläckning är ungarna flygga. Den kan häcka i lösa kolonier bestående av upp till 200 individer.

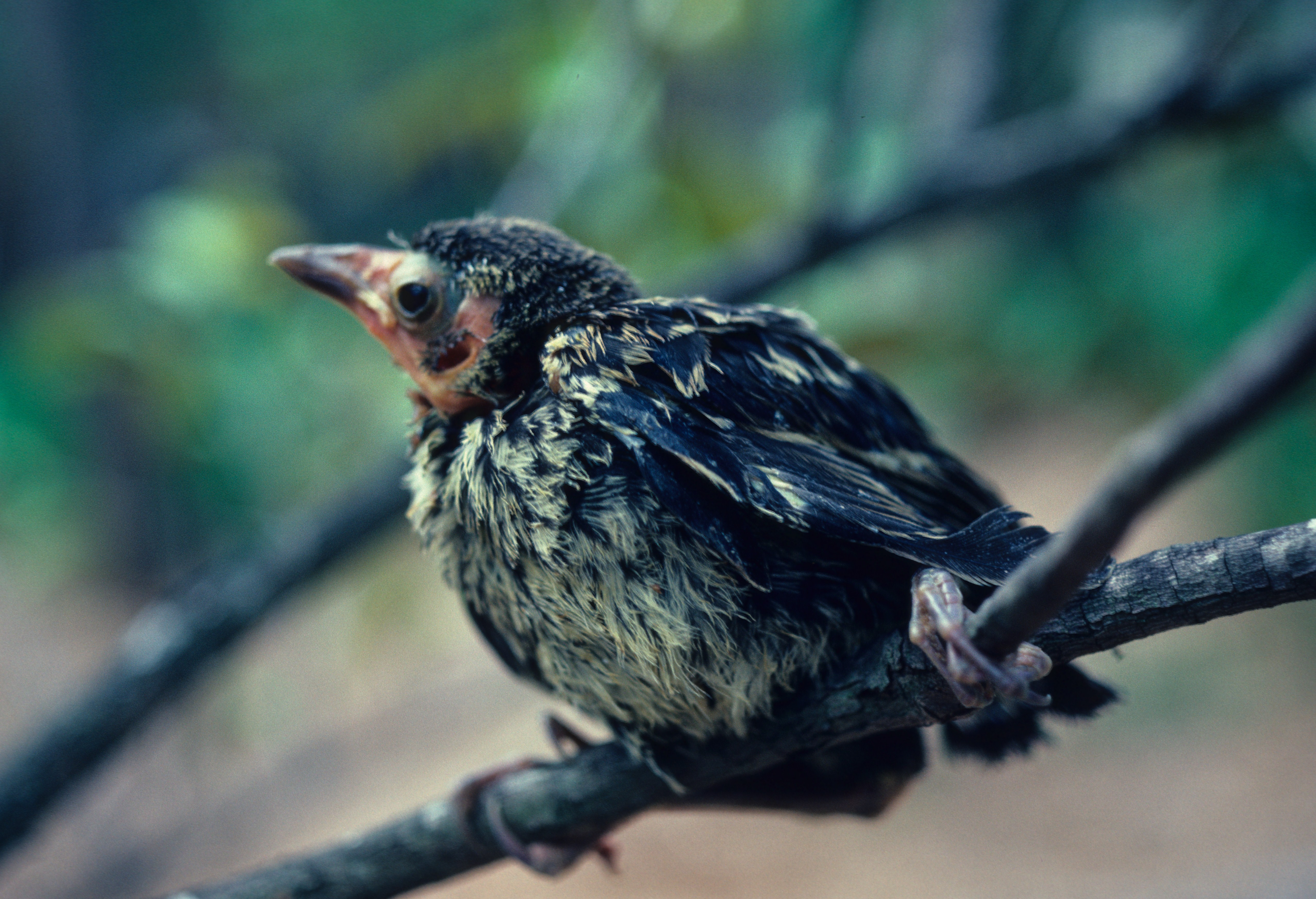
Nyligen flygg mindre båtstjärt.

## Status och hot
Arten har ett stort utbredningsområde och en stor population, men tros minska i antal, enligt studier med 58% mellan 1966 och 2014. Internationella naturvårdsunionen IUCN kategoriserar därför arten därför sedan 2018 som nära hotad (NT). Fortfarande är mindre båtstjärt en mycket vanlig fågel, med en världspopulation på 69 miljoner häckande individer.

## Namn
Svenskarna i Nya Sverige kallade arten majstjuvar eller mer specifikt violetta majstjuvar för namnet "majstjuv" användes även om rödvingetrupialen.